# Aricoris amanita
Aricoris amanita är en fjärilsart som beskrevs av Rebillard 1958. Aricoris amanita ingår i släktet Aricoris och familjen Riodinidae. Inga underarter finns listade i Catalogue of Life.